# Ragnhild Mikkelsenová
Gerd Ragnhild Mikkelsenová (26. března 1931 – 31. srpna 2008) byla norská rychlobruslařka.
Na mezinárodní scéně se poprvé představila v roce 1949, kdy debutovala 16. místem na Mistrovství světa. Největších úspěchů dosáhla na počátku 50. let. V roce 1950 se stala vicemistryní Norska a o rok později na norském šampionátu byla třetí. Bronzovou medaili získala na Mistrovství světa 1951. V tomto roce také absolvovala své poslední závody.